# La voce dell'amore
La voce dell'amore (One True Thing) è un film del 1998 diretto da Carl Franklin e tratto dal romanzo di Anna Quindlen pubblicato nel 1995 in Italia col titolo Una figlia esemplare.

## Trama
Ellen Gulden è una giovane e ambiziosa giornalista a New York, che torna a casa dai suoi genitori per il 55º compleanno del padre, George, professore e rettore di facoltà all'università locale e fa visita anche a sua madre Kate, con cui non ha mai veramente legato.
In tale occasione, Ellen scopre che sua madre è malata di cancro e verrà operata e sottoposta a radioterapia. Suo padre la costringe a lasciare temporaneamente il lavoro per occuparsi della madre vedendosi così interrompere una promettente carriera; così cerca anche di scrivere come freelance e di mantenere il rapporto con il fidanzato.
All'inizio con difficoltà, poi sempre più affettuosamente, la ragazza si occupa della madre assecondandola ed aiutandola nelle associazioni di cui fa parte, ma scopre anche che suo padre ha varie scappatelle con le sue studentesse e che passa le sere a bere in un bar locale per dimenticare il suo fallimento di scrittore. Il loro rapporto diventa così sempre più freddo e ben presto anche la madre se ne accorge: Kate le spiega di sapere delle scappatelle del marito ma che però lo aveva sempre perdonato poiché lei è sempre stata legata a lui.
La malattia peggiora sempre più fino a quando, dopo Capodanno, il dottore comunica che sarà necessario interrompere la terapia e prescriverà della morfina per lenire il dolore.
Una notte la donna si addormenta per non svegliarsi mai più.
Dopo la morte di Kate, l'autopsia rivela che Kate in realtà è morta per un'overdose di morfina, e un procuratore distrettuale interroga Ellen sulla morte di sua madre (la storia infatti è raccontata in flashback iniziando con Ellen che viene interrogata).
Ellen, ora diventata una pubblicista, si reca al cimitero e mentre pianta dei bulbi di narciso sulla tomba della madre, arriva suo padre che rincontra per la prima volta dopo la morte della madre. George dice a Ellen che è stata molto coraggiosa a fare quello che ha fatto ma lei è perplessa poiché pensa che sia stato lui a dare a sua madre l'overdose fatale; le confessa anche quanto avesse amato Kate, considerandola sua musa e sua "unica cosa vera". Ellen spiega al padre come piantare i bulbi di narciso e da quel momento sembra che padre e figlia finalmente si riconciliano.

## Riconoscimenti
- 1999 - Premio Oscar
  - Candidatura Migliore attrice protagonista a Meryl Streep
- 1999 - Golden Globe
  - Candidatura Migliore attrice in un film drammatico a Meryl Streep
- 1999 - Screen Actors Guild Awards
  - Candidatura Migliore attrice protagonista a Meryl Streep
- 1998 - New York Film Critics Circle Awards
  - Candidatura Miglior attrice protagonista a Renée Zellweger
- 1998 - Satellite Award
  - Candidatura Migliore attrice in un film drammatico a Meryl Streep
- 2000 - Blockbuster Entertainment Awards
  - Candidatura Miglior attrice in un film drammatico a Meryl Streep
- 1999 - Golden Reel Award
  - Candidatura Miglior montaggio (Dialoghi & ADR)
- 1998 - Awards Circuit Community Awards
  - Candidatura Miglior attrice protagonista a Meryl Streep